# Sabana de la Mar
Sabana de la Mar é um município da República Dominicana pertencente à província de Hato Mayor. Está localizada no leste do país.
Sua população estimada em 2012 era de 10 582 habitantes e a economia baseia na agricultura e na pesca, portanto, esta comunidade está disposta a melhorar suas questões ambientais.